# Легенды Севера
«Легенды Севера» (фр. Les légendes du Grand Nord, англ. Legends Of The North) — кинофильм. Экранизация произведения, автор которого Джек Лондон.
Фильм является частью ряда телефильмов под общим названием «Приключения на Большом Севере» (фр. Aventures dans le Grand Nord), посвящённых освоению Севера. Премьера фильма состоялась 25 марта 1995 года.

## Сюжет
В основу фильма лёг роман Джека Лондона «Смок Белью». Два компаньона-золотоискателя Фрэнк Горман и Поль Бель-Эр заняты поиском одного мифического места — озера Эсперанца, которое расположено где-то на Аляске. Настоящее местоположение этого озера знает только Поль.
Лада между компаньонами нет, Фрэнк люто ненавидит Поля. Он терпит его только из за того, что Поль знает как найти озеро. Через некоторое время Поль трагически погибает. Фрэнк же перебирает его вещи, надеясь в них найти записи, связанные с озером или карту. Но ничего такого в вещах Поля нет. Фрэнк узнаёт только, что у Поля есть сын — Шарль Бель-Эр.
Фрэнк думает, что Шарль знает об озере. Он находит сына своего погибшего компаньона, сообщает ему о легенде. Вместе они готовы организовать новую экспедицию. Цель экспедиции — золотое озеро, расположенное в отдалённом районе Юкона. Также к экспедиции присоединяется девушка Лаура.
Теперь их трое — пожилой опытный золотоискатель, молодой самоотверженный француз и мужественная молодая девушка (а быть может и старая девушка). Вместе они отправляются в путь по неизведанным местам — впереди их ждут испытания, риск, обманы, неудачи и различные сюрпризы. Среди новых встреч — встреча с индейским племенем во главе с необычным белым вождём, в плен к которому и попадают наши герои.

## В ролях
- Жорж Коррафас
- Рэнди Куэйд
- Маша Гренон
- Сандрин Холт
- Серж Уд
- Джон Данн-Хилл
- Билли Мерэсти

## Съёмочная группа
- Автор сценария: Роберт Джеффрион
- Режиссёр: Рене Манзор
- Оператор: Пал Гюлэ
- Монтаж: Жан-Ги Монпетит
- Композитор: Милан Кумличка
- Художник: Клод Парэ
- Продюсер: Жустин Эру
- Сопродюсер: Кристиан Чэрретт
- Русский переводчик: Пётр Карцев